# Aloe parvula
Aloe parvula é uma espécie de liliopsida do gênero Aloe, pertencente à família Asphodelaceae.